# 白川保友
白川 保友（しらかわ やすとも、1946年9月10日 - ）は、日本の経営者。

## 経歴
香川県出身。1971年に東京大学理学部を卒業した後に、同年に日本国有鉄道に入社した。東日本旅客鉄道で車両製造と鉄道運行に関する業務に携わり、取締役、常務を歴任した。
2004年5月にセントラル警備保障専務に就任し、2006年3月に代表取締役兼執行役員社長に昇格した。2012年5月には取締役会長に就任し、2016年5月に取締役相談役に就任した。
2018年から2020年までに北海道旅客鉄道会長を務めた。
著書に「JR東日本はこうして車両をつくってきた 多種多様なラインナップ誕生の舞台裏」がある。